# Distrito de Zarumilla
El distrito de Zarumilla es uno de los cuatro que conforman la provincia de Zarumilla, ubicada en el departamento de Tumbes en el Norte del Perú. Limita por el Norte y por el Oeste con el golfo de Guayaquil (océano Pacífico); por el Sur con el distrito de Papayal; y, por el Este con el distrito de Aguas Verdes.

## Historia
El distrito fue creado el 12 de enero de 1871 mediante ley sin número, en el gobierno del presidente José Balta. 

## Geografía
Tiene una extensión de 113,25 km² y una población estimada superior a los 16.000 habitantes. Su capital es la ciudad de Zarumilla.

## Demografía

### Población
Según el Censo 2007 el distrito tiene una población de 18 463 hab. También forma parte de la conurbación binacional de Huaquillas-Zarumilla en donde viven 82 227 habitantes en una superficie de 231 km²  , siendo esta área metropolitana la más poblada binacionalmente entre el Perú y Ecuador y también la 2.ª más poblada entre cualquier otra ciudad fronteriza peruana con Bolivia, Brasil, y Colombia (aunque se estima que Iñapari muestre un crecimiento binacional junto a Assis Brasil por la carretera Interoceánica). Es solamente superada por la conurbación binacional Tacna-Arica entre el Perú y Chile que tiene más de 425 000 habitantes.

### Religión
Según datos del censo de 2007, el 85 % de la población del distrito es católica, el 10 % es miembro de alguna iglesia evangélica, el 2 % manifiesta no profesar ninguna religión, mientras que el 2 % dice profesar alguna otra creencia. 
En el caso de los católicos, desde el punto de vista jerárquico de la Iglesia católica, forman parte de la Vicaría foránea de Tumbes de la arquidiócesis de Piura.

## Localidades
Además de su capital, Zarumilla, el distrito tiene los siguientes centros poblados:
- El Bendito
- Villa Primavera

## Autoridades

### Municipales
- 2015 - 2018[2]
  - Alcalde: Félix Ernesto Garrido Rivera, del Movimiento 24 de Julio.
  - Regidores:

  1. José María Cortez Lazo (24 de Julio)
  2. Segundo César Alama Mena (24 de Julio)
  3. Ruperto Facundo Segundo (24 de Julio)
  4. Karla Milagros González Córdova (24 de Julio)
  5. Santos Fermín Marchán Pizarro (24 de Julio)
  6. Angélica García Sánchez (24 de Julio)
  7. Tulio Servio Sandoval Camacho (Solidaridad Nacional)
  8. Nelson Valentín Romero Villanueva (Zarumilla Unida al Desarrollo)
  9. Víctor Raúl Gonzales Torres (Nueva Alternativa).

### Policiales
- Comisario:  Comandante PNP. Marco Antonio ROJAS VARGAS